# Why the Sheriff Is a Bachelor (film 1914)
Why the Sheriff Is a Bachelor è un cortometraggio muto del 1914 scritto, diretto e interpretato da Tom Mix. Il film è il rifacimento di una precedente versione dallo stesso soggetto, un Why the Sheriff Is a Bachelor, interpretato anche questo da Tom Mix che ne aveva firmato la regia insieme a Joseph A. Golden.

## Produzione
Il film fu prodotto dalla Selig Polyscope Company.

## Distribuzione
Distribuito dalla General Film Company, il film - un cortometraggio in una bobina - uscì nelle sale cinematografiche statunitensi il 27 ottobre 1914.